# 強制労働に関する条約
強制労働に関する条約（きょうせいろうどうにかんするじょうやく、Forced Labour Convention）は、国際労働機関（ILO）の条約である。基本条約（Fundamental convention）の1つであり、ILO29号条約とも呼ばれる。1930年6月28日に採択され1932年5月1日に発効した。日本は1932年11月21日に批准、1933年に発効された。

## 条約の内容

### 強制労働の要素
この条約で強制労働は、条約第2条の「処罰の脅威の下に強要」、「自ら任意に申出でたるに非ざる一切の労務」を意味し、これは、不利益の脅威の下でなされたり自発的になされなかったすべての労働を意味する。 強制労働の定義は、下記の3要素から成り立っている。
- 仕事：あらゆる経済活動や産業分野で行われるあらゆる形態の労働。 非公式部門の労働も含まれる。
- 不利益の脅威：ある人に仕事をさせる広範囲な形態の不利益を意味する。処罰の脅威だけでなく、身体的暴力・心理的威嚇など直接·間接的な強制的手段が含まれる。
- 非自発性：労働者が自由意志により雇用関係を形成し、いつでも自由に辞めることができてこそ自発的労働だ。 もし労働者が勤労条件を知っていたとすれば受け入れなかった場合に、使用者が偽りで勤労条件を前面に出して労働者の意思を歪曲した場合にも非自発的労働に該当する。

### 強制労働の例外
この条約にもかかわらず、下記のものは含まない。
- 純然たる軍事的性質の作業に対し強制兵役法に依り強要せらるる労働
- 完全なる自治国の国民の通常の公民義務を構成する労働
- 裁判所に於ける判決の結果として或者が強要せらるる労働
- 戦争、火災、洪水、飢饉、地震、猛烈なる流行病、家畜流行病、獣類、虫類、植物の害物などの侵入により住民の全部、又は一部の生存又は幸福を危殆ならしむる一切の事情に於て強要せらるる労働
- 通常の公民義務として、軽易なる部落の労働

## アジア各国での条約違反の素地

### 日本
1932年11月21日に批准、1933年に発効したが、国際労働機構で強制労働条約違反の素地があると判断する事例が存在する。 その事例として慰安婦、中国人と朝鮮人に対する徴用、これに対する1999年国際労働機構報告書が存在する。 同報告書によると、戦時慰安婦(Wartime comfort women)と戦時産業強制徴用(Wartime industrial forced labour)において、第2次世界大戦時期に日本が中国人、朝鮮人を徴用したことが強制労働条約違反に該当すると判断する。

### 韓国
韓国は、2021年4月20日に批准、2022年に発効したが、強制労働条約違反の素地があると見られる制度が存在する。

#### 外国人労働者に対しする雇用許可制度
雇用許可制度によって韓国の事業所に就職した外国人労働者の事業所変更の理由が制限されており、協約違反の素地がある。

#### 徴兵制度による転換服務・補充役制度
強制兵役法により徴兵対象者の軍への徴兵及び純然たる軍事的性質の作業を強要することは、強制労働の例外として認められている。しかし、韓国の徴兵制度の中で転換服務・補充役制度は、徴兵対象者を純然たる軍事的性質の作業でないことに対して処罰の脅威の下で労働を強要する制度であるため、条約違反の素地がある。この純然たる軍事的性質の作業でないことは、下記の通りである。
- 転換服務制度
  - 戦闘警察、義務警察
  - 矯正施設警備矯導隊
  - 義務消防
- 補充役制度：徴兵対象者を1ヶ月以内の軍事訓練後、純然たる軍事的性質の作業ではなく作業に従事させる制度。
  - 社会服務要員：現役軍人の服務が難しい徴兵対象者を徴兵免除をせずに国家機関・役所などの公共機関、社会福祉施設などに召集して当該業務の業務補助に従事させる制度。
  - 特定の資格を有する徴兵対象者を当該分野の業務に従事させる制度。韓国国内では、「兵役特例」と呼ばれる。
    - 産業技能要員（朝鮮語版）
    - 専門研究要員（朝鮮語版）
    - 芸術体育要員
    - 国際協力奉仕要員（朝鮮語版）
    - 公衆保健医師
    - 徴兵検査専担医師（朝鮮語版）
    - 国際協力医師
    - 公衆防疫獣医師（朝鮮語版）
    - 公益法務官（朝鮮語版）